# موریس هولباخ
موریس هولباخ (به فرانسوی: mɔˈʁis ˈalbvaks)؛ (۱۶ مارس ۱۹۴۵–۱۱ مارس ۱۸۷۷) فیلسوف و جامعه‌شناس فرانسوی که بخاطر تکمیل مفهوم حافظه جمعی نام‌آور شد. هولباخ همچنین با کتاب «توپوگرافی افسانه ای اناجیل در سرزمین مقدس» و «مطالعه زیرساخت های فضایی عهد جدید» (1951) به دانش جامعه‌شناس کمک کرد.

## زندگی‌نامه
او که در رِمِس به دنیا آمده بود در اکول نرمال سوپریور فرانسه درس خواند. در آنجا با هنری برگسون که سخت بر او تأثیر گذارد فلسفه خواند. در ۱۹۰۱ دانشنامه فلسفه گرفت. پیش از سفر به آلمان در سال ۱۹۰۴ در چند دانشکده درس داد. در آلمان در دانشگاه گوتینگن درس خواند و به فهرست‌نویسی کارهای لایبنیتس پرداخت. نامزد هم ویراستاری کار لایبنیتس شد که هیچگاه به بار ننشست. بسال ۱۹۰۵ به فرانسه بازگشت و پس از دیدار امیل دورکهایم به جامعه‌شناسی کشیده شد. دیری نگذشت که به هیئت تحریریه لانی سوسیولوژیک (L'Année Sociologique) پیوست و با ویراستاری بخش‌های اقتصاد و آمار همکار فرانسوا سیمان (François Simiand) شد. در سال ۱۹۰۹ به فرانسه بازگشت تا در برلین به مطالعه مارکسیسم و اقتصاد پردازد.
هولباخ در سراسر جنگ جهانی اول در وزارت جنگ کشورش کار می‌کرد. کمی پس از پایان جنگ استاد جامعه‌شناسی و آموزش و پرورش در دانشگاه استراسبورگ شد. بیش از یک دهه در این سمت ماند و یکسال مرخصی گرفته در دانشگاه شیکاگو استاد مهمان شد تا اینکه در ۱۹۳۵ به دانشگاه سوربن فراخوانده شد. در سوربن درس جامعه‌شناسی می‌گفت و همکاری تنگاتنگی با مارسل موس داشت و سردبیر آنال دِ سوسیولوژی شد که بجای لانی سوسیولوژیک درمی‌آمد. در سال ۱۹۴۴ یکی از بزرگترین افتخارات فرانسه، کرسی درس کول دو فرانس در روانشناسی اجتماعی به او داده شد. این جامعه گرا (سوسیالیست) دیرین پس از اشغال پاریس توسط نازی‌ها گرفتار گشتاپو و به بوخنوالد تبعید شد و در سال ۱۹۴۵همان‌جا به بیماری شکم روش (اسهال) از دنیا رفت.
بخشی از کتابهایش را بیوه اش به کتابخانه مرکز پژوهشهای جامعه‌شناسی (Centre d'études sociologiques) داد که اینک کتابخانه علوم انسانی و اجتماعی پاریس-دکارت سی ان آر اس (Human and Social Sciences Library Paris Descartes-CNRS.) نام دارد.

## مهمترین اندیشه‌ها
مهم‌ترین کمک وی به علم جامعه‌شناسی در کتابش حافظه جمعی (La Mémoire collective)، ۱۹۵۰ آمده که در آن این نظریه را جا انداخت که جامعه می‌تواند حافظه‌ای جمعی داشته باشد و این حافظه بستگی به چارچوب اجتماعی دارد که گروه در آن جای گرفته‌است. از این رو نه تنها با حافظه فردی بلکه با حافظه گروهی سر و کار داریم که بیرون و فراتر از فرد می‌زید. در نتیجه درک افراد از گذشته بستگی تنگاتنگی با آگاه گروهی دارد.
کتاب مهمی هم در خودکشی دارد بنام علل خودکشی (Les Causes du suicide) که در سال ۱۹۳۰ درآمد. در این کتاب به دقت از پی امیل دورکهایم رفته نظریه‌های او در این باره را شرح و بسط داده‌است.

## کتابشناسی
Christian Baudelot, Marie Jaisson, Maurice Halbwachs, sociologue retrouvé, Collection Figures normaliennes, Éditions Rue d'Ulm, 2007, 168 pages - شابک ‎۹۷۸−۲−۷۲۸۸−۰۳۸۷−۳.
- Stephan Egger (Hg.), Maurice Halbwachs- Aspekte des Werks, UVK Verlagsgesellschaft mbH, Konstanz, 2003, شابک ‎۳−۸۹۶۶۹−۸۹۵−۸
- Jean-Christophe Marcel, "Mauss et Halbwachs: vers la fondation d’une psychologie collective (1920-1945)”, Sociologie et sociétés, vol. 36, n°2, automne 2004, p. 73-90. Montréal: Les Presses de l’Université de Montréal. lire en ligne
- Gilles Montigny, Maurice Halbwachs: Vie, œuvre, concepts, Editeur: Ellipses Marketing (25 mai 2005) Collection: Les grands théoriciens - شابک ‎۲−۷۲۹۸−۲۳۴۱−۷.
- Christian Topalov, Maurice Halbwachs et les villes (1908-1912). Une enquête d'histoire sociale des sciences sociales, Annales, Histoire et sciences sociales, vol. 53, n° 5, 1997, p. ۱۰۵۷–۱۰۸۳.
- Christian de Montlibert (dir.), Maurice Halbwachs 1877-1945, Strasbourg, Presses Universitaires de Strasbourg, 1997, شابک ‎۲−۸۶۸۲۰−۶۷۹−۴
- Christian de Montlibert, Maurice Halbwachs à Strasbourg: une philosophie rationaliste en action, Revue des Sciences Sociales, 2008, n°40, p. ۸۲–۹۳.
- Christian de Montlibert, Une histoire qui fait l'Histoire: la mort de Maurice Halbwachs à Buchenwald, Revue des Sciences Sociales, 2006, n° 35, pp.۱۱۴–۱۲۱.
- Bruno Péquignot (dir.), Maurice Halbwachs: le temps, la mémoire et l'émotion, Paris, éditions L'Harmattan, 2007
- Michel Verret, Lectures sociologiques: Bourdieu, Passeron, Hoggart, Halbwachs, Janet, Le Play, Girard, Naville, Paris, Harmattan, 2009 شابک ‎۹۷۸−۲−۲۹۶−۱۰۳۹۱−۷.
- Dietmar Wetzel, Maurice Halbwachs, Konstanz, UVK Verlagsgesellschaft, 2009 شابک ‎۹۷۸−۳−۸۶۷۶۴−۱۰۶−۷.
- Annette Becker, Maurice Halbwachs, un intellectuel en guerres mondiales 1914-1945, Paris, Agnès Viénot, 2003 شابک ‎۲−۹۱۴۶۴۵−۴۶−۵.
- Gérard Namer, Halbwachs et la mémoire sociale, Paris, L’Harmattan, 2000 شابک ‎۲−۷۳۸۴−۹۵۹۵−۸.
- Realino Marra, Halbwachs, la memoria collettiva e lo spazio giuridico, in "Sociologia del diritto", XV-1, 1988, pp. 141-50.
- Lorenzo Migliorati, Al falò della vita sociale. Maurice Halbwachs e la sociologia dei consumi, in M. Halbwachs, Come vive la classe operaia. La gerarchia dei bisogni nelle società industriali complesse, a cura di D. Secondulfo e L. Migliorati, Roma, Carocci, 2014, pp. XV-XXXVIII.
- Teresa Grande, Lorenzo Migliorati (a cura di), Maurice Halbwachs. Un sociologo della complessità sociale, Morlacchi, Perugia, 2016 (ISBN 978-8-8607-4797-6)